# Кућа Шоп Ђокића
Кућа Шоп Ђокића се налази у Лесковцу, саграђена је почетком 19. века, има статус споменика културе у категорији културног добра од великог значаја.
Породица Шоп-Ђокић је у њој живела од 1820. до 1956. године. када је један део имовине конфискован, а сама кућа национализована. 

## Архитектонске карактеристике
Кућа је подигнута као спратна грађевина у бондручном конструктивном систему, са вишесливним кровом покривеним ћерамидом са истуреним стрехама. Првобитно, кућа је имала четири просторије у приземљу и пет просторија на спрату. Посебно се истиче диванхана на спратном делу, постављена на средини дворишне фасаде. У ентеријеру зграде истичу се декорације у дуборезу на таваницама, огради степеништа, долапима и нишама, као и оквирима врата и прозора. Посебну занимљивост у ентеријеру куће чине капци на прозорима, који су сачињени из два дела тако да се горњи део подиже, а доњи спушта. Током 1979. године реконструисан је западни део куће, када је дошло и до промене у распореду просторија у приземљу и на спрату. Без обзира на промене које су настале у ентеријеру кућа је задржала опште особености градске куће карактеристичне за прву половину 19. века. 
Зграда има приземље и спрат. С обзиром на значај и улогу коју игра у развоју архитектуре града, кућа је стављена под заштиту државе.
Дворишна фасада куће је разуђенија, приступачнија и живља од спољне, што сведочи о затвореном породичном животу који је карактеристичан за период владавине Турака. Главне и најлепше просторије налазе се на спрату. Простран хол је у средини, а иза хола се улази у отворену диванхану, најистакнутији и најлепши део куће.
Најинтересантнији декоративни елемент целог објекта је таваница диванхане, богато израђена у дуборезу, каквих у Србији нема много сачуваних. У ентеријеру зграде истичу се декорације у огради степеништа, у зиданим долапима и нишама, оквирима врата и прозора, а посебну занимљивост у екстеријеру куће чине капци на прозорима.
Данас кућа Шоп Ђокића има културно-просветну намену и у њој је смештена Туристичка организација града Лесковца.